# Óscar Figueroa
Óscar Figueroa (n. 27 aprilie 1983, Zaragoza, Antioquia, Columbia) este un halterofil ce a reprezentat Columbia, medaliat olimpic. A participat la 4 ediții ale Jocurilor Olimpice (2004, 2008, 2012, 2016) în care a câștigat o medalie de aur și o medalie de argint.